# Swing do Bonde
"Swing do Bonde" é uma canção da dupla Bonde da Stronda, faz parte do álbum Corporação e foi disponibilizada juntamente ao lançamento do álbum em 4 de Julho de 2012. No dia 15 de março de 2013 a canção ganha um videoclipe.

## Video musical
Sendo dirigido por Júnior Marques o clipe foi gravado na Barra da Tijuca, balneário carioca, lotado de beldades e dos melhores prazeres da vida. As gravações do clipe da canção iniciaram em fevereiro de 2013, e foi anunciado um teaser na JMCD Channel. Desde então os integrantes vieram postando várias fotos das gravações em suas redes sociais. Mr.Thug e Leo Stronda chamaram os amigos, mulheres e convidados especiais para o set e fizeram o que mais gostam: música. Entre os convidados, o filho do Mr. Catra, Alandin. A ideia é levar o público para dentro da festa.
O Clipe foi lançado oficialmente em 15 de março de 2013 com a participação de Alandin MC, filho de Mr. Catra.